# Indicatif régional 559

Carte de l'État de Californie avec les territoires de ses indicatifs régionaux. L'indicatif régional 559 est en rouge.

L'indicatif régional 559 est l'un des multiples indicatifs téléphoniques régionaux de l'État de Californie aux États-Unis.
Cet indicatif dessert le centre de la vallée de San Joaquin et le sud de la chaîne de montagnes de la Sierra Nevada. Plus précisément, il dessert les villes de Fresno, Visalia, Madera, Hanford.
La carte ci-contre indique en rouge le territoire couvert par l'indicatif 559.
L'indicatif régional 559 fait partie du Plan de numérotation nord-américain.